# 威廉·克萊因
威廉·克萊因（英語：William Klein；1928年4月19日—2022年9月10日）是美國攝影師和電影導演，生於紐約。2022年9月10日，克萊因於巴黎辭世，享耆壽96歲。
克萊因一開始師從费尔南·莱热學習繪畫，在業界取得一定的名聲時，費爾南轉行攝影師。沒有受過任何攝影專業訓練的他，在1950年代獲聘為《時尚雜誌》攝影師。
他的作品被認為具有革命性的意義，對時尚界採取了矛盾與諷刺的切入方向，並毫不妥協地拒絕了時下一切攝影規則，對廣角、長焦鏡頭、自然光和動態模糊畫面的畫面成為了他的註冊商標，更被尊稱為街頭攝影之父。
克萊因同時跨足電影圈，並不避諱在作品之中直接批評時政，他曾執導兩部劇情長片《Who Are You, Polly Magoo?》（1966）和《Mr. Freedom》（1968），後者更被影評人喬納森·羅森鮑姆評為「史上最反美的電影」。
克萊因以拳王阿里為題的紀錄片《Muhammad Ali, the Greatest》（1969）亦享有盛名。此外，他還執導了250支電視廣告。

## 外部連結
- 互联网电影数据库（IMDb）上《威廉·克萊因》的资料（英文）